# Norwegischer Fußballpokal der Männer 1932
Der norwegische Fußballpokal 1932 (kurz auch NM-Cup 1932 genannt) war die 31. Austragung des Fußballpokalwettbewerbs der Männer. Pokalsieger wurde der Fredrikstad FK. Das Team setzte sich im Finale gegen den FK Ørn durch.

## Qualifikation
| Datum      |                    | Ergebnis  |                       |
| ---------- | ------------------ | --------- | --------------------- |
| 31.07.1932 | Askim FK           | 3:0       | Homansbyens BK        |
|            | IL Bergmann        | 2:4       | Tynset IF             |
|            | IL Blink           | 5:1       | IL Aasguten           |
|            | IF Borg            | 3:0       | IL Vinn               |
|            | Drøbak IF          | 1:3       | Gleng FK              |
|            | Eydehavn IF        | 4:0       | SK Spring Kragerø     |
|            | IF Fremad Filtvedt | 03:5 1    | BSK 1914 Oslo         |
|            | Grue IL            | 1:0       | IL Frogg              |
|            | IF Gråbein         | 0:3       | Fagerborg BK          |
|            | Haga IF            | 2:1       | Eidsvold Turn         |
|            | Harran IL          | 0:2       | Bangsund IL           |
|            | Hølen IK           | 2:4       | Fredensborg SBK       |
|            | Lilleaker IF       | 7:0       | Spikkestad IF         |
|            | Magnor IL          | 5:7 n. V. | SK Kampørn            |
|            | Molde FK           | 0:2       | Langevåg IL           |
|            | Namsos IL          | 5:0       | Grong AIL             |
|            | Nordstrand IF      | 2:2 n. V. | SK Speed Oslo         |
|            | IF Ready           | 3:4       | IL Heming             |
|            | Stord IL           | 0:2       | SK Jarl               |
|            | Strinda IL         | 4:5       | SK Nationalkameratene |
|            | Ullensaker IL      | 6:1       | Lierfoss FK           |
|            | SK Vard Haugesund  | 3:1       | SK Djerv 1919         |
|            | Årstad IL          | 1:0       | SK Ulabrand           |

### Wiederholungsspiel
| Datum      |               | Ergebnis |               |
| ---------- | ------------- | -------- | ------------- |
| 07.08.1932 | SK Speed Oslo | 4:1      | Nordstrand IF |

## 1. Runde
| Datum      |                        | Ergebnis  |                       |
| ---------- | ---------------------- | --------- | --------------------- |
| 07.08.1932 | Aalesunds FK           | 7:2       | Langevåg IL           |
|            | Askim FK               | 0:1       | Kvik Halden FK        |
|            | Bangsund IL            | 0:7       | FK Kvik Trondheim     |
|            | Berger IL              | 3:1       | SK Strong             |
|            | SK Brage               | 4:1       | Orkanger IF           |
|            | Brann Bergen           | 13:00     | Minde IL              |
|            | SK Djerv               | 6:0       | Årstad IL             |
|            | Drammens BK            | 3:3 n. V. | Vardal IF             |
|            | Eidsvold IF            | 0:3       | SBK Drafn             |
|            | Eiker SBK              | 2:2 n. V. | IF Birkebeineren      |
|            | Flekkefjord FK         | 3:1       | Egersunds IK          |
|            | Fram Larvik            | 3:0       | SK Kampørn            |
|            | SK Freidig             | 2:3       | IL Braatt             |
|            | FK Fremad Lillehammer  | 3:2       | SFK Trygg Oslo        |
|            | Frigg Oslo FK          | 8:3       | Fossekallen IL        |
|            | Geithus IL             | 1:3       | SK Gjøa               |
|            | IK Grane Arendal       | 2:1       | Start Kristiansand    |
|            | Grane SK Sandvika      | 1:2       | Dæhlenengen SBK       |
|            | Grue IL                | 0:9       | SFK Lyn Oslo          |
|            | Hamar IL               | 8:0       | Elverum FK            |
|            | SK Hardy               | 12:00     | Ny-Solheim IL         |
|            | Holmestrand IF         | 2:3       | IF Skiens-Grane       |
|            | Jevnaker IF            | 8:0       | Briskebyen FL         |
|            | Kapp IF                | 3:1       | Bøn FK                |
|            | Kongsberg IF           | 1:5       | Larvik Turn           |
|            | Kongsvinger IL         | 6:4       | Ullensaker IL         |
|            | Kristiansund FK        | 2:0       | Rosenborg Trondheim   |
|            | Lilleaker IF           | 1:0       | Strømsgodset IF       |
|            | Lillestrøm SK          | 5:0       | Sander IL             |
|            | Lisleby FK             | 5:1       | Fredensborg SBK       |
|            | IF Liv                 | 1:2       | Tønsbergs TF          |
|            | FK Mandalskameratene   | 0:3       | FK Donn               |
|            | Mjøndalen IF           | 2:0       | BSK 1914 Oslo         |
|            | Moss FK                | 8:1       | Roy IL                |
|            | Neset FK               | 4:2       | SK Rapp               |
|            | IF Pors                | 5:1       | Fagerborg BK          |
|            | Ranheim IL             | 8:1       | IL Blink              |
|            | Rjukan IL              | 5:2       | Vestfossen IF         |
|            | SK Rollon              | 5:2       | Clausenengen FK       |
|            | Sandefjord BK          | 1:4       | Urædd FK              |
|            | Sarpsborg FK           | 9:0       | Haga IF               |
|            | Skeid Oslo             | 7:0       | FK Norrøna            |
|            | Ski IL                 | 1:5       | Fredrikstad FK        |
|            | Skiens BK              | 8:1       | Eydehavn IF           |
|            | SBK Skiold             | 5:0       | IF Fremad Filtvedt    |
|            | SK Snøgg               | 7:2       | Vikersund IF          |
|            | Stabæk IF              | 2:4       | SK Falk Horten        |
|            | Stavanger IF           | 3:1       | SK Jarl               |
|            | Steinkjer FK           | 1:5       | SK Nationalkameratene |
|            | Storms BK              | 6:0       | Kragerø IF            |
|            | Strømmen IF            | 1:3       | Nydalens SK           |
|            | IL Sverre              | 1:0 n. V. | Namsos IL             |
|            | Sørumsand IL           | 0:2       | Selbak TIF            |
|            | Tistedalen TIF         | 2:3       | Gleng FK              |
|            | Torp IF                | 7:2       | Hasle FK              |
|            | Tynset IF              | 0:7       | Raufoss IL            |
|            | IF Tønsberg-Kameratene | 0:1       | IF Borg               |
|            | SK Ulf                 | 5:3       | IL Brodd              |
|            | Vålerenga Oslo         | 8:3       | IL Heming             |
|            | FK Vigør               | 1:4       | Odds BK               |
|            | Viking Stavanger       | 16:20     | SK Vard Haugesund     |
|            | FBK Voss               | 4:3       | Høyanger IF           |
|            | FK Ørn                 | 7:1       | Bygdø BK              |
| 14.08.1932 | FK Lyn                 | 5:1       | SK Speed Oslo         |

### Wiederholungsspiele
| Datum      |                  | Ergebnis |             |
| ---------- | ---------------- | -------- | ----------- |
| 14.08.1932 | IF Birkebeineren | 3:0      | Eiker SBK   |
|            | Vardal IF        | 0:2      | Drammens BK |

## 2. Runde
| Datum      |                       | Ergebnis  |                       |
| ---------- | --------------------- | --------- | --------------------- |
| 14.08.1932 | IF Borg               | 0:1       | Storms BK             |
|            | IL Braatt             | 1:2       | Aalesunds FK          |
|            | SK Brage              | 4:1       | IL Sverre             |
|            | Brann Bergen          | 9:0       | Jevnaker IF           |
|            | FK Donn               | 2:0       | Viking Stavanger      |
|            | SBK Drafn             | 7:0       | Lilleaker IF          |
|            | Dæhlenengen SBK       | 1:4       | Sarpsborg FK          |
|            | SK Falk Horten        | 2:3       | Torp IF               |
|            | Fredrikstad FK        | 5:1       | Skiens BK             |
|            | FK Fremad Lillehammer | 1:5       | Lisleby FK            |
|            | SK Gjøa               | 2:0       | SBK Skiold            |
|            | Gleng FK              | 2:7       | Vålerenga Oslo        |
|            | IK Grane Arendal      | 2:5       | Fram Larvik           |
|            | Kvik Halden FK        | 3:2       | Frigg Oslo FK         |
|            | FK Kvik Trondheim     | 6:0       | SK Nationalkameratene |
|            | Larvik Turn           | 5:1       | Skeid Oslo            |
|            | SFK Lyn Oslo          | 5:2       | IF Pors               |
|            | Moss FK               | 3:2       | Kapp IF               |
|            | Odds BK               | 3:2       | Rjukan IL             |
|            | Ranheim IL            | 4:2       | Neset FK              |
|            | Raufoss IL            | 0:5       | Mjøndalen IF          |
|            | SK Rollon             | 3:4       | Kristiansund FK       |
|            | Selbak TIF            | 7:1       | Kongsvinger IL        |
|            | IF Skiens-Grane       | 0:1       | FK Ørn                |
|            | Stavanger IF          | 4:1       | Flekkefjord FK        |
|            | Tønsbergs TF          | 2:2 n. V. | SK Snøgg              |
|            | SK Ulf                | 2:3       | SK Djerv              |
|            | Urædd FK              | 3:1       | Lillestrøm SK         |
|            | FBK Voss              | 0:4       | SK Hardy              |
| 21.08.1932 | IF Birkebeineren      | 2:2 n. V. | Berger IL             |
|            | Drammens BK           | 4:0       | Hamar IL              |
|            | Nydalens SK           | 0:4       | FK Lyn                |

### Wiederholungsspiele
| Datum      |           | Ergebnis |                  |
| ---------- | --------- | -------- | ---------------- |
| 21.08.1932 | Berger IL | 3:1      | IF Birkebeineren |
|            | SK Snøgg  | 1:4      | Tønsbergs TF     |

## 3. Runde
| Datum      |                   | Ergebnis |                |
| ---------- | ----------------- | -------- | -------------- |
| 28.08.1932 | SK Djerv          | 1:3      | SFK Lyn Oslo   |
|            | Fram Larvik       | 2:1      | FK Donn        |
|            | SK Hardy          | 2:1      | Stavanger IF   |
|            | Kristiansund FK   | 0:3      | Drammens BK    |
|            | Kvik Halden FK    | 3:1      | Brann Bergen   |
|            | FK Kvik Trondheim | 0:1      | Moss FK        |
|            | Lisleby FK        | 3:0      | Berger IL      |
|            | FK Lyn            | 0:3      | Fredrikstad FK |
|            | Mjøndalen IF      | 8:2      | Ranheim IL     |
|            | Sarpsborg FK      | 02:2 1   | SK Brage       |
|            | Storms BK         | 1:0      | SK Gjøa        |
|            | Torp IF           | 7:0      | Urædd FK       |
|            | Tønsbergs TF      | 0:5      | Odds BK        |
|            | Vålerenga Oslo    | 6:4      | SBK Drafn      |
|            | FK Ørn            | 1:0      | Selbak TIF     |
|            | Aalesunds FK      | 5:2      | Larvik Turn    |

### Wiederholungsspiel
| Datum      |          | Ergebnis |              |
| ---------- | -------- | -------- | ------------ |
| 04.09.1932 | SK Brage | 1:2      | Sarpsborg FK |

## 4. Runde
| Datum      |                | Ergebnis |                |
| ---------- | -------------- | -------- | -------------- |
| 04.09.1932 | Drammens BK    | 2:0      | Fram Larvik    |
|            | Fredrikstad FK | 9:1      | Aalesunds FK   |
|            | SK Hardy       | 0:1      | Lisleby FK     |
|            | SFK Lyn Oslo   | 0:1      | FK Ørn         |
|            | Moss FK        | 1:2      | Mjøndalen IF   |
|            | Odds BK        | 0:1      | Torp IF        |
|            | Storms BK      | 1:2      | Kvik Halden FK |
| 11.09.1932 | Sarpsborg FK   | 2:1      | Vålerenga Oslo |

## Viertelfinale
| Datum      |                | Ergebnis  |                |
| ---------- | -------------- | --------- | -------------- |
| 18.09.1932 | Kvik Halden FK | 1:2 n. V. | FK Ørn         |
|            | Lisleby FK     | 2:1 n. V. | Drammens BK    |
|            | Mjøndalen IF   | 3:2       | Sarpsborg FK   |
|            | Torp IF        | 0:2       | Fredrikstad FK |

## Halbfinale
| Datum      |                | Ergebnis |              |
| ---------- | -------------- | -------- | ------------ |
| 02.10.1932 | Fredrikstad FK | 2:1      | Mjøndalen IF |
|            | Lisleby FK     | 1:6      | FK Ørn       |

## Finale
| Fredrikstad FK                                   | Fredrikstad FK | FK Ørn | FK Ørn |
| ------------------------------------------------ | --- | --- | ------ |
| Fredrikstad FK                                   | \| Finale \| \| 16. Oktober 1932 in Drammen (Marienlyst-Stadion) \| \| Ergebnis: 6:1 (3:1) \| \| Zuschauer: 17.000 \| \| Schiedsrichter: Oscar Arvid Carlsen \| \| Spielbericht \| | \| Finale \| \| 16. Oktober 1932 in Drammen (Marienlyst-Stadion) \| \| Ergebnis: 6:1 (3:1) \| \| Zuschauer: 17.000 \| \| Schiedsrichter: Oscar Arvid Carlsen \| \| Spielbericht \| | FK Ørn |
| Fredrikstad FK                                   | Ivar Olsen – Ragnvald Olsen, Egil Brenna Lund – Oscar Nilsen, Håkon Johansen, Just Johannesen – Finn Johannesen, Sten Moe, Sverre Moe, Arne Børresen, Morten Pettersen             | | FK Ørn |
| Fredrikstad FK                                   | 1:0 Arne Børresen (8.) 2:1 Sverre Moe (15.) 3:1 Sverre Moe (24.) 4:1 Sverre Moe (48.) 5:1 Finn Johannesen (65.) 6:1 Sverre Moe (87.)                                               | 1:1 Oscar Thorstensen (10.) | FK Ørn |
| Finale                                           | | |        |
| 16. Oktober 1932 in Drammen (Marienlyst-Stadion) | | |        |
| Ergebnis: 6:1 (3:1)                              | | |        |
| Zuschauer: 17.000                                | | |        |
| Schiedsrichter: Oscar Arvid Carlsen              | | |        |
| Spielbericht                                     | | |        |